# The Chronological Classics: Lionel Hampton and His Orchestra 1938-1939
| Recensione | Giudizio |
| ---------- | -------- |
| AllMusic   | [ 1 ]    |

The Chronological Classics: Lionel Hampton and His Orchestra 1938-1939 è una Compilation del caporchestra e vibrafonista jazz statunitense Lionel Hampton, pubblicato dall'etichetta discografica francese Classics Records nel 1990.

## Tracce
1. Don't Be That Way – 2:31 (Mitchell Parish, Benny Goodman, Edgar Sampson) – Registrato il 18 gennaio 1938 a New York
2. I'm in the Mood for Swing – 2:45 (Benny Carter) – Registrato il 21 luglio 1938 a New York
3. Shoe Shiner's Drag – 3:20 (Jelly Roll Morton) – Registrato il 21 luglio 1938 a New York
4. Any Time at All – 3:14 (Jimmy Van Heusen, Jimmy Dorsey) – Registrato il 21 luglio 1938 a New York
5. Muskrat Ramble – 3:16 (Kid Ory) – Registrato il 21 luglio 1938 a New York
6. Downhome Jump – 3:13 (Lionel Hampton) – Registrato l'11 ottobre 1938 a Chicago, Illinois
7. Rock Hill Special – 2:43 (Lionel Hampton) – Registrato l'11 ottobre 1938 a Chicago, Illinois
8. Fiddle Diddle – 3:21 (Lionel Hampton) – Registrato l'11 ottobre 1938 a Chicago, Illinois
9. I Can Give You Love – 2:45 (Joseph June Evans, Lionel Hampton) – Registrato il 3 aprile 1939 a New York
10. High Society – 3:12 (Porter Steele) – Registrato il 3 aprile 1939 a New York
11. It Don't Mean a Thing (If It Ain't Got That Swing) – 3:13 (Irving Mills, Duke Ellington) – Registrato il 3 aprile 1939 a New York
12. Johnny Get Your Horn and Blow It – 3:06 (Lionel Hampton, Walter Hirsch, Charles Hathaway) – Registrato il 3 aprile 1939 a New York
13. Sweethearts on Parade – 2:57 (Carmen Lombardo, Charles Newman) – Registrato il 5 aprile 1939 a New York
14. Shufflin' at the Hollywood – 3:05 (Allan Reuss, Lionel Hampton) – Registrato il 5 aprile 1939 a New York
15. Denison Swing – 3:13 (Lionel Hampton) – Registrato il 5 aprile 1939 a New York
16. Wizzin' the Wizz – 2:22 (Lionel Hampton) – Registrato il 5 aprile 1939 a New York
17. If It's Good (Then I Want It) – 2:52 (Walter Hirsch, Gerald Marks) – Registrato il 9 giugno 1939 a New York
18. Stand By! For Further Announcements (And More Good News) – 2:54 (Lew Brown, Charles Tobias, Sam Stept) – Registrato il 9 giugno 1939 a New York
19. Ain't Cha Comin' Home? – 3:16 (Lionel Hampton, Noni Bernardi, Charles Hathaway,) – Registrato il 9 giugno 1939 a New York
20. Big Wig in the Wigwam – 2:27 (Byron Bradley, Roe Alexander) – Registrato il 9 giugno 1939 a New York
21. Memories of You – 3:10 (Eubie Blake, Noble Sissle) – Registrato il 13 giugno 1939 a New York
22. The Jumpin' Jive – 3:11 (Cab Calloway, Frank Froeba, Jack Palmer) – Registrato il 13 giugno 1939 a New York
23. 12th Street Rag – 3:06 (Euday L. Bowman) – Registrato il 13 giugno 1939 a New York

## Musicisti
Don't Be That Way

(Lionel Hampton and His Orchestra)
- Lionel Hampton - vibrafono
- Cootie Williams - tromba
- Johnny Hodges - sassofono alto
- Edgar Sampson - sassofono baritono, arrangiamento
- Jess Stacy - pianoforte
- Allan Reuss - chitarra
- Billy Taylor - contrabbasso
- Sonny Greer - batteria

I'm in the Mood for Swing / Shoe Shiner's Drag / Any Time at All / Muskrat Ramble

(Lionel Hampton and His Orchestra)
- Lionel Hampton - vibrafono
- Lionel Hampton - voce (brano: Any Time at All)
- Harry James - tromba
- Benny Carter - clarinetto, sassofono alto
- Benny Carter - arrangiamento (brani: I'm in the Mood for Swing e Any Time at All)
- Dave Matthews - sassofono alto
- Herschel Evans - sassofono tenore
- Babe Russin - sassofono tenore
- Billy Kyle - pianoforte
- John Kirby - contrabbasso
- Joe Jones - batteria

Downhome Jump / Rock Hill Special / Fiddle Diddle

(Lionel Hampton and His Orchestra)
- Lionel Hampton - vibrafono
- Lionel Hampton - pianoforte (brano: Rock Hill Special)
- Lionel Hampton - voce (brano: Fiddle Diddle)
- Walter Fuller - tromba
- Omer Simeon - clarinetto, sassofono alto
- George Oldham - sassofono alto
- Budd Johnson - sassofono tenore
- Robert Crowder - sassofono tenore
- Spencer Odun - pianoforte
- Jesse Simpkins - contrabbasso
- Alvin Burroghs - batteria

I Can Give You Love / High Society / It Don't Mean a Thing (If It Ain't Got That Swing) / Johnny Get Your Horn and Blow It

(Lionel Hampton and His Orchestra)
- Lionel Hampton - vibrafono
- Lionel Hampton - voce (eccetto brano: High Society)
- Irving Randolph - tromba
- Hymie Schertzer - clarinetto basso, sassofono alto
- Russell Procope - sassofono alto
- Jerry Jerome - sassofono tenore
- Chu Berry - sassofono tenore
- Clyde Hart - pianoforte
- Allan Reuss - chitarra
- Milt Hinton - contrabbasso
- Cozy Cole - batteria
- Fred Norman - arrangiamento (brano: High Society)

Sweethearts on Parade / Shufflin' at the Hollywood / Denison Swing / Wizzin' the Wizz

(Lionel Hampton and His Orchestra)
- Lionel Hampton - vibrafono
- Lionel Hampton - voce (brano: Sweethearts on Parade)
- Lionel Hampton - pianoforte (brani: Denison Swing e Wizzin' the Wizz)
- Chu Berry - sassofono tenore
- Clyde Hart - pianoforte (eccetto nei brani: Denison Swing e Wizzin' the Wizz)
- Allan Reuss - chitarra
- Milt Hinton - contrabbasso
- Cozy Cole - batteria

If It's Good (Then I Want It) / Stand By! For Further Announcements (And More Good News) / Ain't Cha Comin' Home? / Big Wig in the Wigwam

(Lionel Hampton and His Orchestra)
- Lionel Hampton - vibrafono
- Lionel Hampton - voce (brani: If It's Good (Then I Want It) e Stand By! For Further Announcements (And More Good News))
- Lionel Hampton - batteria (solo nel brano: Big Wig in the Wigwam)
- Ziggy Elman - tromba
- Hymie Schertzer - sassofono alto
- Russell Procope - sassofono soprano, sassofono alto
- Jerry Jerome - sassofono tenore
- Chu Berry - sassofono tenore
- Clyde Hart - pianoforte
- Danny Barker - chitarra
- Milt Hinton - contrabbasso
- Cozy Cole - batteria (eccetto nel brano: Big Wig in the Wigwam)

Memories of You / The Jumpin' Jive / 12th Street Rag

(Lionel Hampton and His Orchestra)
- Lionel Hampton - vibrafono
- Lionel Hampton - pianoforte (solo nel brano: 12th Street Rag)
- Lionel Hampton - voce (solo nel brano: The Jumpin' Jive)
- Rex Stewart - tromba
- Lawrence Brown - trombone
- Harry Carney - sassofono baritono
- Clyde Hart - pianoforte (eccetto nel brano: 12th Street Rag)
- Billy Taylor - contrabbasso
- Sonny Greer - batteria[2]